# Magyar Demokrata Fórum
A Magyar Demokrata Fórum (MDF) magyarországi politikai párt volt, a rendszerváltás egyik meghatározó politikai szervezete. 1990-ben az első szabad választáson a legtöbb szavazatot szerezve négy évig a kormánykoalíció vezető pártjaként két miniszterelnököt adott az országnak. Eredetileg markánsan jobboldali, de több ideológiai áramlatot magába fogadó párt volt.
A Dávid Ibolya vezette MDF 1998 és 2002 között részt vett az első Orbán-kormányban, a pártelnök az igazságügyi tárcát vezette. 2002 után azonban a magyar politikát meghatározó szimbolikus és ideológiai kérdésekben nem igazodott a Fidesz által vitt jobboldali irányzathoz, így egyes politikai elemzők szerint mintegy baloldali párttá vált. Ehhez járult az is, hogy a 2009-es európai parlamenti választáson Bokros Lajost tette vezető jelöltjévé, gazdaságpolitikai kérdésekben a liberális  irányvonal felé fordult. Szavazótábora ennek megfelelően kicserélődött.
Mivel ez az irányvonal nem bizonyult sikeresnek a 2010-es választáson, a párt története során először került parlamenten kívülre. A vereség után a teljes vezérkar lemondott, az új vezetés pedig visszatért a korábbi jobboldali ideológiai gyökerekhez, valamint 2011 áprilisában hivatalosan is felvette a Jólét és Szabadság Demokrata Közösség nevet.
Az MDF körül 2008-ban kirobbant az úgynevezett „lehallgatási ügy”, ami tovább gyengítette a párt népszerűségét.

## Története

### Kezdetek

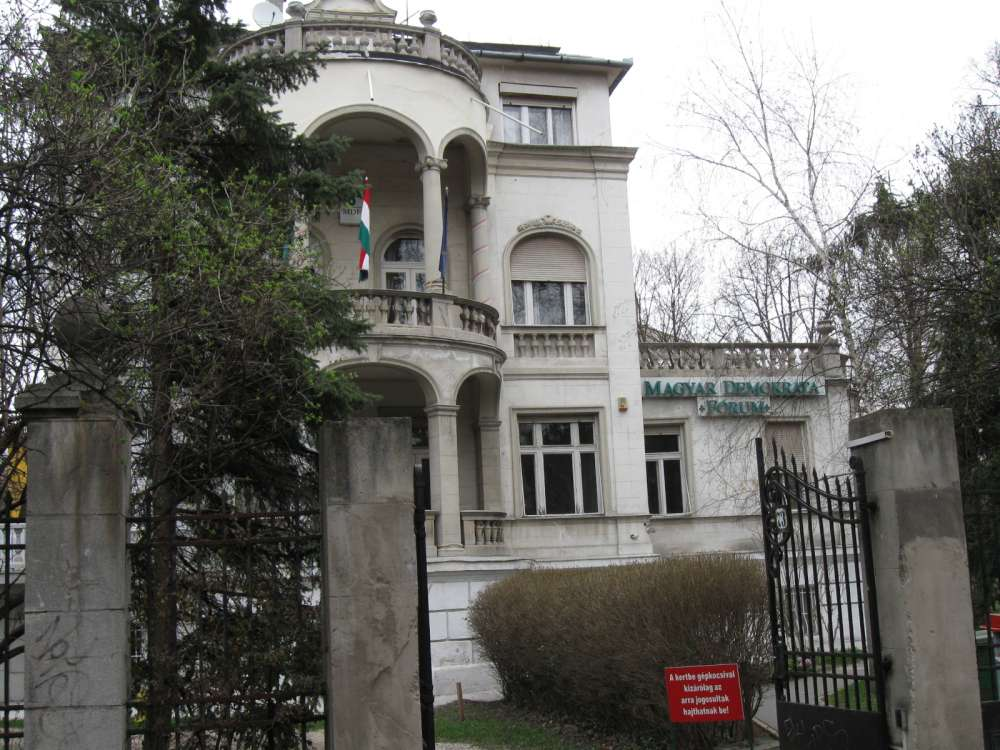
Az MDF budapesti székháza

A Magyar Demokrata Fórum 1987. szeptember 27-én alakult Lakiteleken, Lezsák Sándor házának kertjében. Az alapítói okirat aláírói Bíró Zoltán, Csengey Dénes, Csoóri Sándor, Csurka István, Fekete Gyula, Für Lajos, Joó Rudolf, Kiss Gy. Csaba és Lezsák Sándor voltak. A Demokrata Fórum 1989. március 11–12-én megtartott Országos Gyűlésén megválasztott 15 fős elnökség Biró Zoltánt választotta meg az MDF ügyvezető elnökének. Az MDF első elnökét, Antall Józsefet 1989. október 21-én a II. Országos Gyűlés választotta meg. A rendszerváltás utáni első választás megnyerése után az MDF az FKGP-vel és a KDNP-vel alakított kormányt. A miniszterelnök Antall József lett, aki az MDF-et a népi-nemzeti irányzat, a kereszténydemokrácia és a nemzeti liberalizmus három alappillérén nyugvó pártként határozta meg. Antall József halála után Boross Péter, addigi belügyminiszter lett a miniszterelnök.

### Kormányon

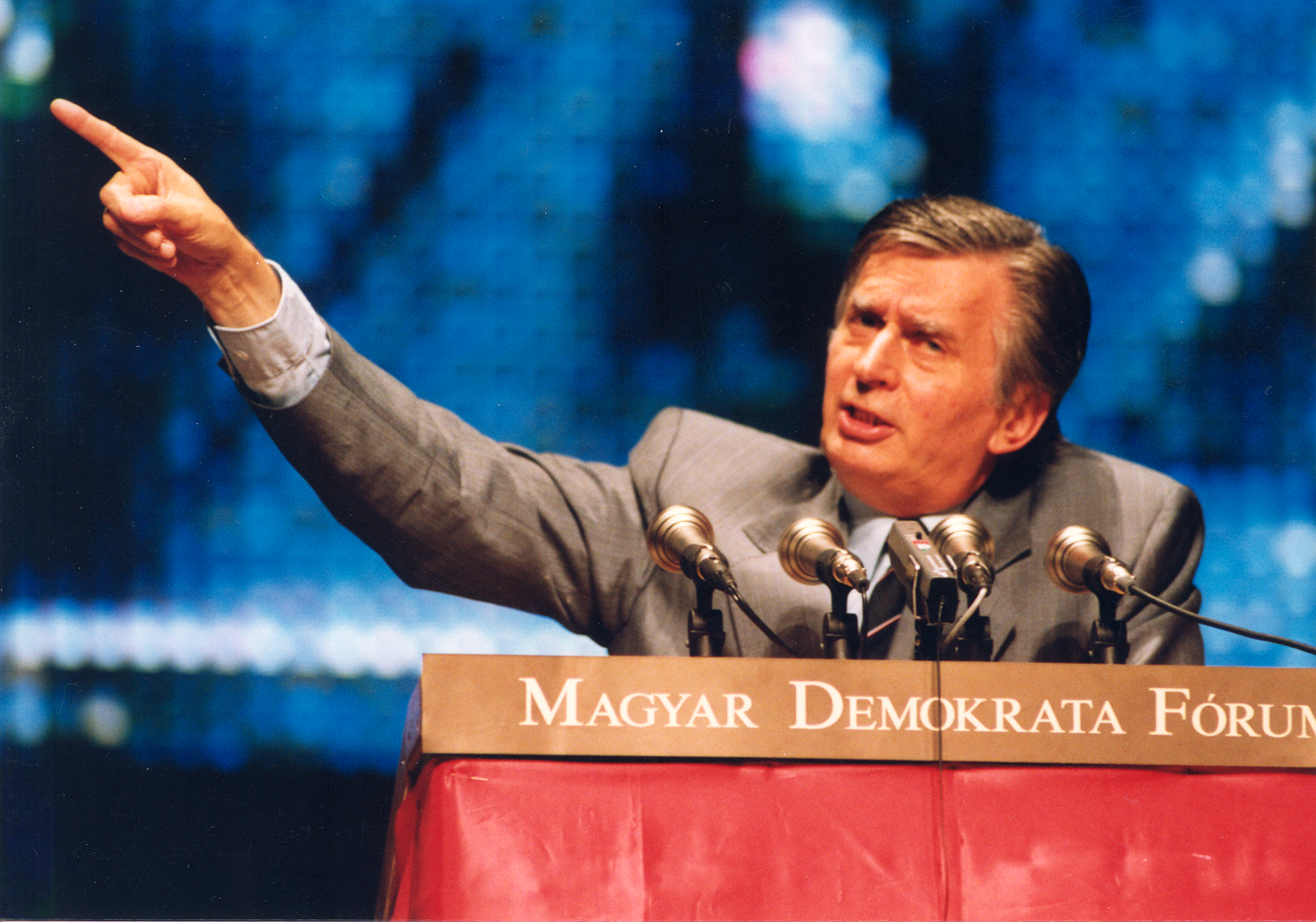
Antall József a párt elnöke volt 1989-től haláláig

Az 1990–1994-es években több képviselőt kizártak a pártból, akik közül sokan függetlenként folytatták karrierjüket, míg mások a Fidesz színeiben. Több képviselő új pártot alapított, mint például Csurka István, a MIÉP, vagy Szabó Iván az MDNP alapítója. A MIÉP az 1998-as országgyűlési választáson elérte az 5%-os küszöböt és parlamenti frakciót alakíthatott, míg az MDF alig érte el a 3%-ot, ám egyéni választókerületekben – egyes fideszes jelöltek visszalépése, illetve közös jelöltek miatt – 18 képviselője győzelmet aratott és parlamenti frakciót alakított. Négy év ellenzékben eltöltött idő után újra kormányzópárt lehetett a Fidesz és az FKGP mellett.

### Ellenzékben a parlamentben
A 2002-es országgyűlési választáson a Fidesz-szel közös listán indultak és több mint 41%-ot értek el, de a választást elveszítették. Az MDF országgyűlésbe jutott 24 képviselője önálló frakciót alakított. Időközben a párton belül szakadások jelentek meg;
Lezsák Sándort, Balogh Lászlót, Balsai Istvánt, Font Sándort, Horváth Balázst, Kelemen Andrást és Szászfalvi Lászlót törvénytelenül kizártak a frakcióból. Emiatt jogerősen 10 millió forint kártérítésre kötelezték az MDF-et 2007. június 26-án. 2005. április 2-án egyesülési egyezményt írtak alá a korábban a pártból kivált MDNP-vel.
Az MDF a 2006-os országgyűlési választáson önállóan indult, és az első fordulóban 5,04%-os eredménnyel bejutott a parlamentbe, mely révén 1994 óta először képes volt egyedül bekerülni az Országgyűlésbe. Önálló miniszterelnök-jelöltet állítottak Dávid Ibolya személyében. Az MDF mindkét nagy párttól távolságtartó politikával próbált eredményes lenni, ennek központi eleme volt, hogy sem Gyurcsány Ferencet, sem Orbán Viktort nem segítik kormányra. Ez a két forduló között főleg utóbbi irányában mutatkozott meg, amikor elutasította a Fidesz közeledését (azaz ajánlatát Bod Péter Ákos neves MDF-es közgazdász közös miniszterelnök-jelöltségével kapcsolatban). Ennek hatására a baloldali szavazótáborban nőtt, a jobboldali szavazótáborban viszont csökkent népszerűsége. A két párt viszonya azóta jelentősen romlott.

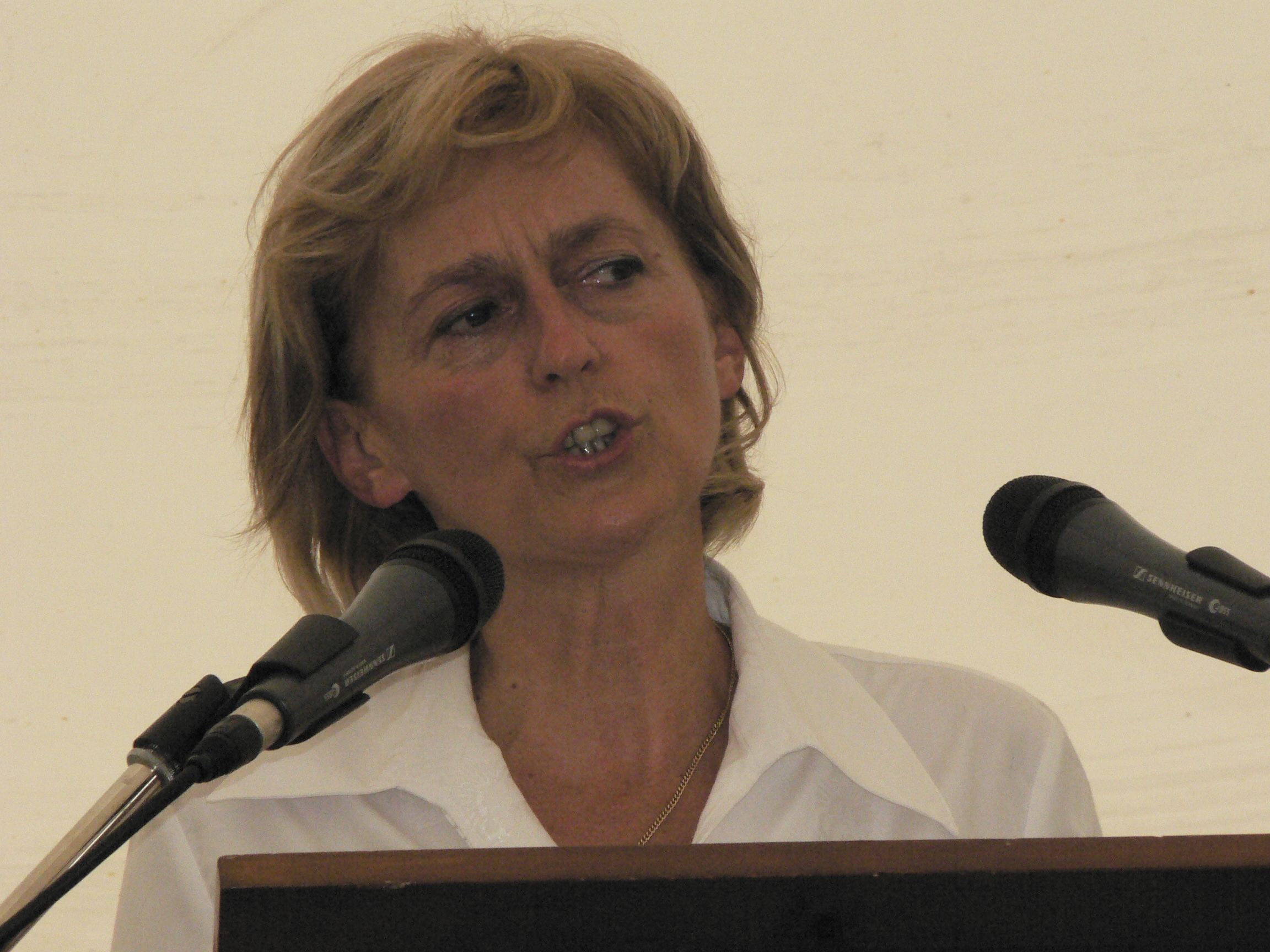
Dávid Ibolya, 1999–2010 között a párt elnöke, irányadó politikusa

2006 folyamán a párt népszerűsége folyamatosan emelkedett, 2006 júniusában (1996 óta először) megelőzte az SZDSZ-t, júliusban a biztos szavazók és pártválasztók körében már 8%-os volt a támogatottsága. Nem sokkal később azonban (már 2006 szeptemberére) támogatása jelentősen csökkent, az 5%-os parlamenti küszöb alatt mozgott a biztos pártválasztók körében. A 2008-ban kipattant „Lehallgatási ügy” (lásd lentebb) is tovább rontotta a párt megítélését. 2009 elejére ez a mutató egymás után két hónapban 2% lett (az SZDSZ-szel azonos módon).
2009-ben a párt új irányvonalat vett, és heves viták után Olajos Péter helyett Bokros Lajost, Horn Gyula egykori pénzügyminiszterét jelölte az EP-választásra, mely során Csáky András országgyűlési képviselő kilépése után 2009. március 20-i hatállyal megszűnt a párt frakciója.
A 2009-es európai parlamenti választáson a Magyar Demokrata Fórum átlépte az 5%-os küszöböt, ezért egy képviselőt, a listavezető Bokros Lajost küldhette Brüsszelbe. (A listán második helyen Habsburg György szerepelt, aki a párt választási plakátjain is együtt szerepelt Bokrossal.)
2009. június 13-án kiszivárgott Boross Péter volt miniszterelnök, az MDF egyik legismertebb képviselőjének levele az MDF elnökségi tagjaihoz, amelyben bejelentette, hogy megszakítja a kapcsolatát az MDF-fel, mert nem ért egyet legutóbbi irányváltásával.

### A parlamenten kívül
A 2010-es országgyűlési választáson a Demokrata Fórum folytatta az ún. „nyitás politikáját” (a baloldali és a liberális elvek és szavazók felé). A gyakorlatban ez azt jelentette, hogy Bokros Lajos lett a párt kormányfőjelöltje és budapesti területi listájának vezetője is, ezenkívül pedig több ismert, a politikai garnitúra bal oldalához köthető személy is a párt képviselő-jelöltjeként indult.[forrás?] A jelöltek között volt Debreczeni József közíró (az MDF korábbi országgyűlési képviselője 1989 és 1994 között), valamint Somogyi Zoltán, a Political Capital elemzője. Az MDF ezt követően választási együttműködést kötött a Retkes Attila által vezetett SZDSZ-szel. Eszerint a liberálisok több képviselőt indítanak az MDF budapesti és országos listáján, valamint néhány helyen, Budapesten és országosan is közös képviselőjelölteket indítanak. Ez az együttműködés vitatott volt a párton belül, amik sok helyen újabb kilépésekhez, kizárásokhoz, illetve („központilag elrendelt” vagy önkéntes) párttagság-felfüggesztésekhez, helyi szervezetek felszámolásához vezetett.
Az MDF az SZDSZ-szel való összefogás ellenére sem érte el a választáson a Parlamentbe bekerüléshez szükséges 5%-ot, csupán a szavazatok 2,67%-át szerezte meg. Így 20 év parlamenti jelenlét után kiesett az országgyűlésből. Az eredmény láttán még a választás éjszakáján a párt elnök asszonya, Dávid Ibolya lemondott tisztségéről, utóda ideiglenesen Herényi Károly lett, míg Makay Zsoltot meg nem választották.

### Átalakulása

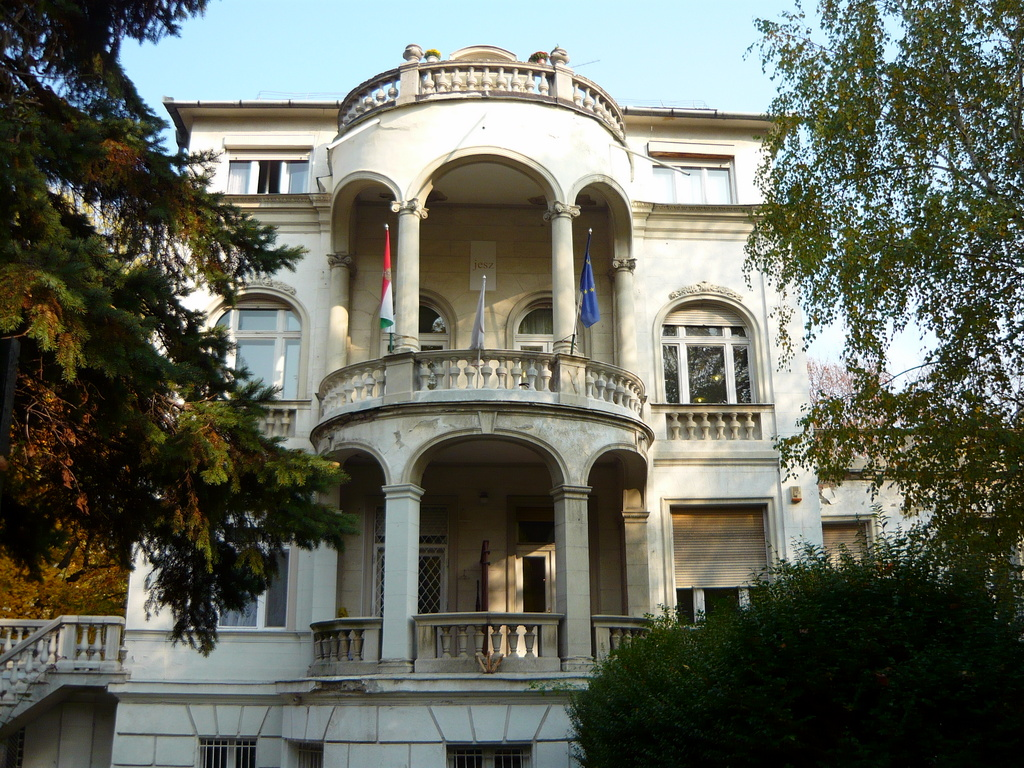
A párt székháza az MDF–JESZ-logócsere után

Az új pártvezetés 2010. december 12-én döntött az átalakulásról, illetve ennek részeként új név felvételéről: Jólét és Szabadság (JESZ). Ezt a tagság a 2011. márciusi küldöttgyűlésen jóváhagyta, így 2011. április 8-án hivatalosan is felvették a Jólét és Szabadság Demokrata Közösség nevet.
Közben az MDF székházát a párt tartozásai miatt 2013 decemberében 70 millió forintért árverezték el, de a pártelnök Makay Zsolt szerint nem kell kiköltözniük az épületből, mert megtámadták a végrehajtási eljárást és bepereltek több végrehajtócéget is. Makay szerint csaknem egymilliárd forintos adósságot örököltek az MDF-től, amely 500 millió forint jelzálogalapú hitelből és 400-450 millió forintnyi számlatartozásból áll.
A JESZ a következő években gyakorlatilag semmilyen érdemi politikai tevékenységet nem folytatott, egyetlen választáson indult csak el, a 2014-es országgyűlési választáson azonban 0,2%-ot ért csak el. A JESZ ellen végül 2022-ben adósságai miatt felszámolást kezdeményeztek, ami 2023-ban indult meg. 2024-ben egyebek mellett az utódpárthoz került eredeti MDF-logó is árverés alá került.

### Újraszervezése
2014. február 9-én nagygyűlés keretében alakult újra Jesz–MDF-pártszövetség néven az előd- és utódpárt közös szervezete, akik indulni kívántak a 2014-es választásokon, de végül egyetlen mandátumot sem tudtak szerezni.

## Lehallgatási ügy
Az MDF 2008-as elnökválasztásán Almássy Kornél indult Dávid Ibolya elnök kihívójaként.

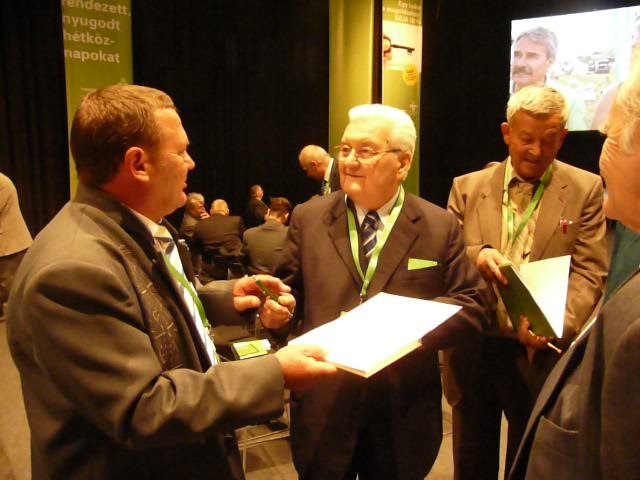
Boross Péter a Magyar Demokrata Fórum 2008. szeptember 27-i Országos Gyűlésén

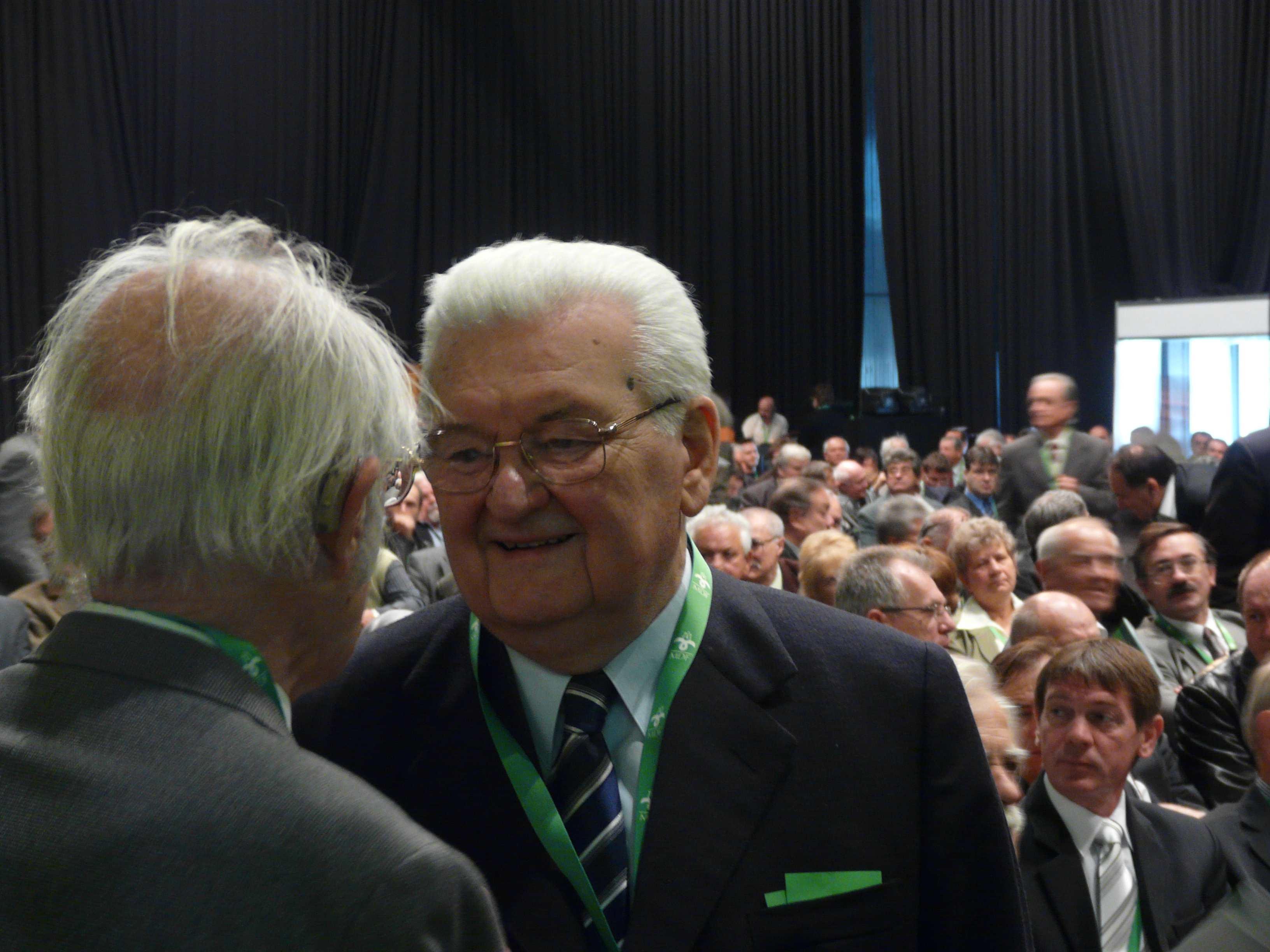
XXII. Országos Gyűlés

Az MDF elnök asszonya pár nappal a választás előtt, 2008 szeptemberében egy sajtótájékoztatón egy birtokába került hangfelvételre hivatkozva azt állította, hogy őt és más politikusokat törvénytelenül megfigyeltek és ezzel Almássy Kornélt is összefüggésbe hozta. A hangfelvételen az UD Zrt. nevű nyomozóiroda vezetője Csányi Sándor bankárral beszélgetett arról, hogy Tombor András vállalkozó, aki Almássy barátja és tanácsadója volt, felvetette a lehetőségét Dávid Ibolya megfigyelésének, amivel terhelő adatokra lehetne szert tenni az elnök asszony ellen. A beszélgetést tartalmazó lemezt Dávid állítása szerint a postaládájában találta. A megfigyelési ügy később tovább dagadt Csányi Sándor bankár, Demeter Ervin és Kövér László fideszes politikusok, Tóth Károly MSZP-s képviselő, valamint Szilvásy György titkosszolgálatokat felügyelő miniszter és az UD Zrt. vezetőinek főszereplésével. Az Országos Gyűlésre elnökjelölő Országos Választmányi ülés előtt, Dávid Ibolyával folytatott megbeszélés után Almássy hirtelen visszalépett. Szeptember 26-án először, majd szeptember 29-én másodszorra már törvényesen kizárták az MDF országgyűlési frakciójából is. Később tagadta az ellene felhozott vádakat, és azt állította, fenyegetéssel bírták rá a visszalépésre.
A lehallgatási ügy részleteire azóta sem derült fény, a szóba hozott Csányi Sándor az UD Zrt.-nél lefoglalt és cégei adatait tartalmazó szerverek miatt írásban panaszt emelt, Almássy részére pedig 2011-ben jogerősen is 1,4 millió forint nem vagyoni kártérítést ítélt meg a bíróság az általa Dávid Ibolya és az MDF ellen indított perben, ezt azonban a Kúria, a Legfelsőbb Bíróság utódszerve végül 2012. január 11-én hatályon kívül helyezte, mert indoklásuk szerint az elnök asszony „a nyilvánosságra került hangfelvétellel kapcsolatban, a megismert tények alapján fejtette ki általánosságban megfogalmazott politikai véleményét”, amely szerint nem állította bizonyított tényként, hogy Almássy adott volna megbízást az ellene folyó adatgyűjtésre.
2012. április 24-én a Pesti Központi Kerületi Bíróság első fokon felmentette Dávid Ibolyát, Herényi Károlyt, Tóth Károlyt és Szilvásy Györgyöt a személyes adattal való visszaélés, illetve kényszerítés vádja alól, amely eljárást azután indították meg ellenük, hogy a vád szerint lehallgatott telefonbeszélgetéseket hoztak nyilvánosságra. A bíróság álláspontja szerint „a vádlottak törvényesen, az alkotmány szellemében jártak el”, ugyanakkor élesen bírálta az ügyészséget, szóvá téve, hogy „a megvádolt politikusok egyes riválisai, illetve azokkal együttműködő személyek, sértettek, feljelentők, illetve terhelő tanúk kifogásolhatóan jártak el, és szavahihetetlennek bizonyultak a büntetőperben.” Az indoklás során a bíróság kitért arra is, hogy a vádirat „hiányos, pontatlan és egyoldalú”. Az ügyhöz kapcsolódóan 2012. szeptember 12-én Dávid Ibolya pert nyert a Kúrián személyiségi jogi perében, amit az UD Zrt. korábbi vezetője indított ellene. A Kúria szerint ugyanis nem minősült nyilvánosságra hozásnak, hogy Dávid az UD Zrt. vezetője és a vele üzleti kapcsolatban álló Csányi Sándor telefonbeszélgetését anonimizálva ismertette a nyilvánossággal.
2013. január 23-án a másodfokú bíróság felülbírálta az elsőfokú bíróság ítéletét. Ennek értelmében Dávid, Herényi és Szilvásy esetében új eljárást kell indítani, míg Tóth esetében másodfokon helyben hagyták az elsőfokú ítéletet. A bíróság indoklása szerint az elsőfokú bíróság ítélete „azért »siklott félre«, mert az ügyészség és ez alapján az elsőfokú bíróság a sokféle vádbeli cselekményt a személyes adattal való visszaélés fogalmába próbált »betuszkolni«.” Mint kiderült bizonyos ügyekben a Pesti Központi Kerületi Bíróság hatáskör hiányában nem is járhatott volna el, ezért az elsőfokú ítélet megsemmisítésére az indoklás szerint főleg az ügyészség hibái miatt került sor.
2014. március 10-én indult el az UD Zrt.-ügy újratárgyalása a Pesti Központi Kerületi Bíróságon. A tárgyaláson Dávid közölte, hogy semmi köze nem volt Almássy Kornél lemondásához, mivel Almássyt saját megbízói vonták vissza, ezen kívül kiemelte, hogy maga Almássy cáfolta azt, hogy őt bárki fenyegette volna. Ezen kívül kritizálta az ügyészség szerinte igénytelen, hiányos munkáját, ami miatt hét éve húzódik a per, melynek során meghurcolták őt Almássy alaptalan vádaskodásai alapján. 2014. március 28-án Szilvásyt első fokon felmentették a hivatali visszaélés vádja alól, miután úgy ítélték meg, hogy nem követett el bűncselekményt az ügyben tett nyilatkozataival és az azzal kapcsolatos beszélgetések nyilvánosságra hozásával.
2014. május 28-án, az újratárgyalás következő napján Csányi Sándor tanúként arról beszélt, hogy Dávid 2008. szeptember 11-én felhívta és kérte, hogy másnap találkozzanak Csányi irodájában, ahol is Csányi szerint az elnök asszony a hatalma megtartása érdekében cselekedve átadta neki a telefonbeszélgetések leiratát és az azokat tartalmazó CD-ket, amiket Dávid állítása szerint a postaládájában talált. A bankár szerint Dávid ezekkel akarta nyomatékosítani és rajta keresztül megüzenni Almássynak, hogy el kell tűnnie a közéletből, de Csányi vélekedése szerint a beszélgetéseken nem volt semmilyen utalás az elnök asszony elleni adatgyűjtésre, mindössze Almássy kért segítséget a saját lakása, telefonja poloskátlanításához. Dávid szerint a párt tisztességtelen eszközökkel történő lejáratása ellen próbált fellépni, de nem zsarolta meg Almássyt, ugyanakkor kitért rá, hogy Almássy ismeretlen forrásból kétmilliárd forintot ígért a pártnak, ha őt választják meg új elnöknek.
2015. január 15-én Szilvásy Györgyöt minden vádpont alól felmentették, melyek szerint azzal, hogy 2008 őszén titkosszolgálatokat felügyelő miniszterként átadta a nemzetbiztonsági bizottságnak azokat a hangfelvételeket, melyeken elődei, Kövér László és Demeter Ervin korábbi fideszes titokminiszterek beszélgetéseket folytattak az UD Zrt. egyik akkori vezetőjével „súlyos érdeksérelmet okozott” a politikusoknak, de az ítélet szóbeli indoklása szerint a volt miniszter nem állított valótlant a két fideszes politikusról, és akkor követett volna el hivatali visszaélést, ha titokminiszterként az UD-ügyben erről nem tájékoztatja az országgyűlés szakbizottságát, illetve a közvéleményt.
2015. szeptember 30-án a bíróság társtettesként elkövetett kényszerítésben mondta ki bűnösnek Dávid Ibolyát és Herényi Károlyt, amiért a vád szerint a két politikus a titokban rögzített hangfelvétel nyilvánosságra hozásával fenyegette meg 2008 szeptemberében Almássy Kornélt, aki ennek hatására lépett vissza az MDF elnökjelölt-jelöltségétől. A bíróság szerint Dávid Ibolya a lakásán Herényi Károllyal és Somogyi Zoltán tanácsadóval abban állapodott meg, hogy másnap Dávid Csányival, Herényi pedig Tomborral találkozik, tájékoztatják őket a Csányi és Tóth közötti telefonbeszélgetés hangfelvételéről, és közlik, vagy lemond Almássy, vagy nyilvánosságra hozzák a felvételt. Ezt követően Dávid Ibolya találkozott Csányi Sándorral, Herényi Károly pedig Tombor Andrással. Almássy ezután lépett a nyilvánosság elé azzal, hogy megzsarolták majd visszalépett a jelöltségtől. A bíróság szerint a hangfelvétel anonimizált leiratának bemutatása az érintetteknek, majd a leirat nyilvánosságra hozatala önmagában nem bűncselekmény, ugyanakkor ezzel a vádlottak maguk is belenyúltak a demokratikus tisztségválasztási folyamatba, és kényszerhelyzetbe hozták Almássyt. A bíróság szerint a Csányi–Tóth-beszélgetés nyilvánosságra hozatalának mellőzését Almássy Kornél MDF-tagságáról, parlamenti mandátumáról való lemondásától és a „megengedhetetlen kampányeszközök” miatti bocsánatkéréstől tették függővé a Herényi–Tombor-találkozón. Ugyanakkor Almássy előzőleg „az ultimátumszerű helyzetben” még ellenállt. Később Dávid Ibolya sajtótájékoztatóján további hangfelvételek létezésére utalt. Fenyegetettséget keltett Almássy Kornélban, amikor bizonyossá vált számára, hogy a vádlottak birtokában több hangfelvétel is van, és titkosszolgálati úton rögzítették őket. A további hangfelvételek nyilvánosságra kerülését megakadályozandó találkozott tanácsadója, Giró-Szász András Dávid Ibolyával és Somogyi Zoltánnal, ők akkor újabb feltételeket támasztottak Almássyval szemben, aki végül visszalépett a jelöltségtől. A bíróság szerint az, hogy Dávid Ibolya a Csányi–Tóth-beszélgetés ügyében tett feljelentéséhez nem csatolta a birtokában lévő másik hangfelvételt, arra utal, hogy „a további felhasználás szándéka vezette”. Az ítélet indoklásában elhangzott az is, hogy Almássy Kornél végül sem a párttagságáról, sem mandátumáról nem mondott le, a vádlotti törekvések közül csak az teljesült, amely Dávid elnökjelöltsége elől hárította el az akadályt. A bíróság szerint a jelöltségtől visszalépésnek a nyilvánosságra hozatallal való összekapcsolása Dávid Ibolya pártelnöki újraválasztását szolgálta, ezzel személyes és jelentős érdeksérelmet okozott Almássynak. Az ügyben nyomatékos enyhítő körülménynek számított az idő múlása és az, hogy a sértett és a vádlottak kapcsolata is megszűnt a pártban, amelynek elnökségéért versengtek, sőt maga a párt is eltűnt a politikai élet palettájáról. A bíróság ezek alapján megrovásban részesítette a vádlottakat, azaz kifejezte rosszallását a jogellenes cselekmény miatt, és felhívta őket, hogy a jövőben tartózkodjanak a bűncselekmények elkövetésétől. Az ítélet nem jogerős, az ügyészség súlyosításért, büntetés kiszabásáért fellebbezett. A vádlottak és védőik a tényállás részben téves megállapítására és a bűnösségre való téves következtetésre hivatkozva felmentésért fellebbeztek.
2016. március 18-án végül másodfokon is jóváhagyta a bíróság az elsőfokú ítéletet, melynek értelmében Herényi és Dávid is bűnös kényszerítésben, ezért őket jogerősen is megrovásban részesítették. A bíróság hangsúlyozta: elismert közérdek fűződik a pártok demokratikus működéséhez, ezért nem kifogásolható, ha a politika résztvevői az őket ért sérelemmel a nyilvánossághoz fordulnak. Azonban – mint ahogy itt is – ha a jogsérelmet arra is felhasználják, hogy a saját személyes érdekeit is érvényesítsék, akkor számolniuk kell a büntetőjogi felelősségre vonással. Zamecsnik Péter, Dávid Ibolya ügyvédje azt mondta, az elsőfokú ítélet nem azokkal foglalkozott, akik tisztességtelen módon próbálták befolyásolni a demokráciát, hanem azokkal, akik ezt kifogásolni merték. Mint mondta, az elsőfokú ítélet megalapozatlan, és kérte a vádlottak felmentését, arra hivatkozva, hogy nem történt bűncselekmény. Helmeczy László, a tárgyaláson megjelent Herényi Károly ügyvédje is arról beszélt, az ügy valódi sértettje Dávid Ibolya, és hangsúlyozta, Herényi Károly nem követett el bűncselekményt. Herényi az utolsó szó jogán arról beszélt, politikailag motivált koncepciós per indult ellenük, és tulajdonképpen akkor követtek volna el bűncselekményt, ha nem hozzák nyilvánosságra a hangfelvételt. Herényi azt is mondta, hogy szerinte karaktergyilkosság történt, aminek célja Dávid és az ő politikai ellehetetlenítése volt, ezért a Kúriához fog fordulni jogorvoslatért.

## Az MDF pártemblémája
Az MDF tulipános emblémáját eredetileg Szörényi Levente rajzolta meg, de nem az MDF számára tervezte. A Fénylő ölednek édes örömében című, 1990-ben kiadott lemez borítójának hátoldalán és a hozzá tartozó betétlapon látható, a sumér témájú oratórium számára rajzolta a szimbolikus tulipánt, a lemez borítóját Aba Béla tervezte. Később Aba megbízást kapott, hogy készítse el az MDF pártemblémáját, azonban a vezetőség számára egyik változata sem volt megfelelő. 1989 karácsonyán ezért Szörényi Leventéhez fordult, hogy tőle kérje el a tulipánját, aki először ellenkezett, ugyanis nem akart belefolyni a pártpolitizálásba. Végül mégis engedett a kérésnek, az MDF vezetésének pedig elnyerte a tetszését a logó.

## A párt elnökei
A párt alapításának hivatalos időpontja 1987. szeptember 27-e. Első elnöke Bíró Zoltán volt, őt követte Antall József, aki 1990-től 1993-ban bekövetkezett haláláig Magyarország miniszterelnöke is volt. Halála után Für Lajost választották elnökké, aki 1996-ig maradhatott a párt élén. Fürt Lezsák Sándor váltotta; ő 1999-ig volt az MDF vezetője. Ekkor Dávid Ibolyát választották elnökké, aki aztán közel egy évtizeden át határozhatta meg a párt irányvonalát egészen 2010. április 11-ig. Ezen a napon a 2010-es magyarországi országgyűlési választás első fordulójában az MDF által elért kiábrándító eredmény (vagyis a párt kiesése) miatt lemondott, utódja Herényi Károly lett, mint ügyvezető elnök a következő elnökválasztásig, amit 2010. június 20-án Makay Zsolt nyert meg. 2011. április 8-án nevüket Jólét és Szabadság Demokrata Közösségre változtatták.
| Név                              | Hivatal kezdete      | Hivatal vége                                        |
| -------------------------------- | -------------------- | --------------------------------------------------- |
| Bíró Zoltán (ügyvezető elnök)    | 1987. szeptember 27. | 1989. október 21.                                   |
| Antall József                    | 1989. október 21.    | †1993. december 12. (hivatalosan 1994. február 19.) |
| Für Lajos                        | 1994. február 19.    | 1996. március 2.                                    |
| Lezsák Sándor                    | 1996. március 2.     | 1999. január 30.                                    |
| Dávid Ibolya                     | 1999. január 30.     | 2010. április 11.                                   |
| Herényi Károly (ügyvezető elnök) | 2010. április 11.    | 2010. június 20.                                    |
| Makay Zsolt                      | 2010. június 20.     | 2011. április 8.                                    |

## Választási eredmények

### Országgyűlési választások
| Választás | Szavazatok száma (I. forduló) | Szavazatok aránya (I. forduló) | Szavazatok száma (II. forduló) | Szavazatok aránya (II. forduló) | Mandátumok száma | Mandátumok aránya | Parlamenti szerepe |
| --------- | ----------------------------- | ------------------------------ | ------------------------------ | ------------------------------- | ---------------- | ----------------- | ------------------ |
| 1990-es   | 1 213 825                     | 24,72%                         | 1 406 2691                     | 41,24%1                         | 164 / 386        | 42,49%            | kormánypárt        |
| 1994-es   | 649 966                       | 12,03%                         | 639 866                        | 14,93%                          | 38 / 386         | 9,84%             | ellenzék           |
| 1998-as   | 139 934                       | 3,12%                          | —                              | —                               | 17 / 386         | 4,40%²            | kormánypárt²       |
| 2002-es   | 2 306 763 ³                   | 41,07%³                        | 2 196 524 ³                    | 49,97%³                         | 24 / 386         | 6,22%³            | ellenzék           |
| 2006-os   | 272 831                       | 5,04%                          | 16 355                         | 0,50%                           | 11 / 386         | 2,85%             | ellenzék           |
| 2010-es   | 136 895                       | 2,67%                          | —                              | —                               | 0 / 386          | —                 | nem jutott be      |

- 1: A javára történt jelentős számú visszalépés révén
- ²: Az 5%-os küszöböt el nem érve, területi- és országos listás mandátumot nem, de részben a Fidesszel kötött választási megállapodás révén 17 egyéni mandátumot szerzett, és egy miniszteri tárcát (Igazságügyi Minisztérium – Dávid Ibolya) kapott.
- ³: Az MDF és a Fidesz közös listán indult, önálló jelöltjeik nem voltak. 164 képviselő Fidesz-MDF, 24 MDF-Fidesz színekben jutott be, összesen 188 (48,71%).

Megjegyzések:
- 1990-ben megnyerte a választást és a kormánykoalíció vezetője volt.
- 1998-ban egyéni választókerületekben mandátumot szerzett képviselői révén tudott frakciót alakítani. (3,12%-ot ért el)
- 2002-ben a Fidesszel közös listán indulva jutott be a parlamentbe.
- 2006-ban az országos listán elért 5,04%-os eredménye révén szerzett parlamenti tagságot, az elnyerhető mandátumok 2,85%-át birtokolta.
- Lásd még: Magyar választási rendszer

### Európai parlamentiválasztások

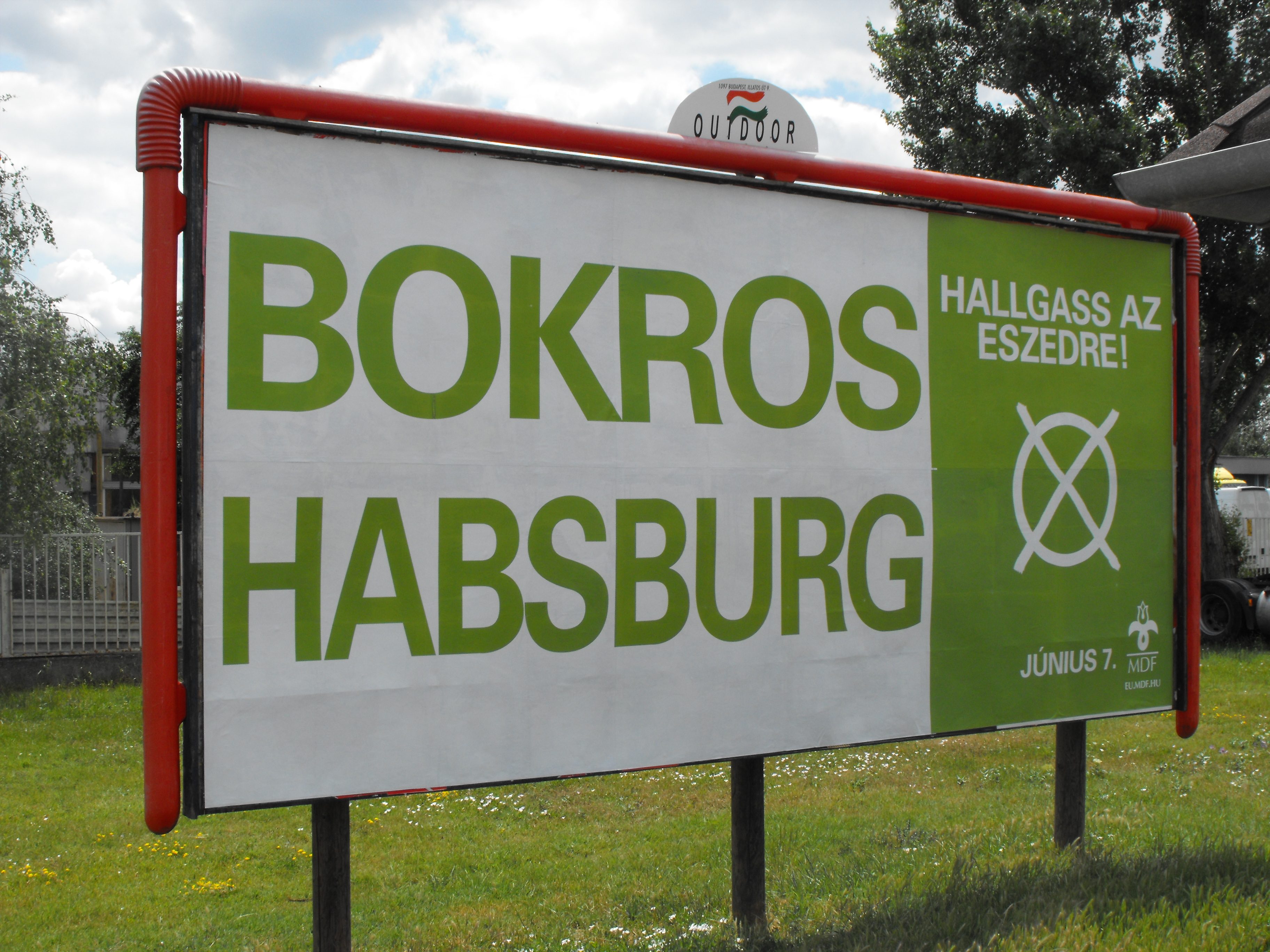
A párt plakátja a 2009-es európai parlamenti választásra Makón

| Választás | Szavazatok száma | Szavazatok aránya | Mandátumok száma | Európai parlamenti csoport                      | Európai parlamenti alcsoport |
| --------- | ---------------- | ----------------- | ---------------- | ----------------------------------------------- | ---------------------------- |
| 2004-es   | 164 025          | 5,34%             | 1                | Európai Néppárt (Kereszténydemokraták) (EPP-ED) | Európai Néppárt (EPP)        |
| 2009-es   | 153 660          | 5,31%             | 1                | Európai Konzervatívok és Reformisták (ECR)      | Európai Reformért (MER)      |